# James Tuchet, Audley bárója
James Tuchet (cc. 1398 - Blore Heat, 1459. szeptember 23.) Audley 5. bárója volt. Részt vett a Lancaster-ház oldalán a rózsák háborújában. James Touchet néven is ismerték. A Blore Heath-i csatában esett el.

## Élete
James Tuchet 1398 körül született. Apja John Tuchet, Audley 4. lordja volt. Anyjáról csak annyit tudni, hogy Isabel volt a keresztneve. Házasságait családi szerződések alapján kötötte. Első felesége egy birtokos lánya, Margaret de Ros volt, akit 1415 márciusában vett el. Másodszor 1429-ben vagy 1430-ban házasodott meg, akkor Eleanor de Holand, Edmund de Holand kenti gróf lányát vette feleségül. Tőlük öt gyermeke született: Margaret de Rostól John és Anne, Eleanor de Hollandtól Elizabeth, Humphrey és Edmund.
Lordi címét 1408. december 19-én örökölte meg. 1423. november 17-étől Dél-Wales főbírója volt. Az 1430-as évek elején Franciaországban, a százéves háborúban harcolt. Később más magas tisztségeket töltött be Dél-Walesben. Részt vett a Jack Cade-lázadás leverésévben. A Lancaster-ügyet valószínűleg azért támogatta, mert felesége - törvénytelen lányként - nem kaphatta meg apja birtokait, és azokat Salisbury és Plantagenet Richárd yorki herceg között osztották szét.
A rózsák háborújában egy kisebb Lancaster-segédcsapatot vezetett, amely 1459. szeptember 23-án belefutott Blore Heath-nél Salisbury yorki alakulataiba. A Yorkok egy domboldalon elsáncolták magukat.
A feltételezések szerint a York-arcvonal középső egységei úgy tettek, mintha visszavonulnának, hogy kikényszerítsék a csatát, mielőtt VI. Henrik angol király tíz kilométerrel arrébb táborozó csapatai is bekapcsolódnak a küzdelembe. Ezt látva Lord Audley rohamra vezényelte lovasait. A Lancasterek többször is támadtak, de nem tudták áttörni az arcvonalat.
James Tuchet mindenképpen teljesíteni akarta a királynő akaratát, aki Salisbury fejét kérte tőle, ezért újabb, most gyalogos rohamra adott parancsot. A támadásban maga is meghalt. Halálának helyét egy kőkereszt, az Audley's Cross jelzi.